# Morgenlied
Das Morgenlied ist ein Tageszeitenlied und drückt meist eine frohe oder erwartungsvolle Stimmung aus.
Unter den Volksliedern zählen beispielsweise dazu „Jeden Morgen geht die Sonne auf“, „Im Frühtau zu Berge“, „Aus den hellen Birken steigt“, „Golden glänzt die Morgensonne“ (Böhmerwald) oder „Guten Morgen, mein Liebchen“ sowie zahlreiche Kanons. 
Von den Kunstliedern sind unter anderem zu nennen „Die güldene Sonne“ (um 1700), „Guten Morgen, du herrliche Gotteswelt“ (Ahasverus Fritsch 1870), „Guten Morgen, lieber Sonnenschein“ (1937) und „guten Morgen, Kameraden, grüßen wir das Himmelszelt“ (1961), sowie unter den geistlichen Liedern „All Morgen ist ganz frisch und neu“ (Johannes Zwick 1545), „Die helle Sonn leucht jetzt herfür“ (Nikolaus Hermann 1560), „Der Tag bricht an und zeiget sich“ (Michael Weisse 1531), Steht auf, ihr lieben Kinderlein (Erasmus Alberus 1553), „Gott des Himmels und der Erden“ (Heinrich Albert 1642), „Wach auf, mein Herz, und singe“ (Paul Gerhardt 1647), „Lobet den Herren alle, die ihn ehren“ (Paul Gerhardt 1653), „Die güldne Sonne voll Freud und Wonne“ (Paul Gerhardt 1666), „Morgenglanz der Ewigkeit“ (um 1680 Christian Knorr von Rosenroth), „Der Tag ist aufgegangen“ (Dresden 1767) und weitere. Aus neuerer Zeit am bekanntesten ist „Danke für diesen guten Morgen“, das 1961 beim Wettbewerb „neue geistliche Lieder“ ausgezeichnete Lied von Martin Gotthard Schneider.

## Weiteres
Zum mittelalterlichen Tagelied (okzitanisch alba, altfranzösisch aube für Morgenlicht) besteht trotz des ähnlichen Namens keine engere Beziehung. Die Tagelieder im Sinne der Trobadordichtung und des Minnesangs schildern den Abschied zweier geheim Liebender bei Tagesanbruch.
Für das musikalische „Morgenständchen“ siehe Aubade.
Als Morgenlied oder Morgengesang bezeichnen Zoologen auch Gesangsmuster vieler Singvögel, von denen manche schon im Morgengrauen beginnen – siehe Vogeluhr. Manche Säugetieren, z. B. einige Lemuren, singen morgens auch zur Markierung ihres Reviers.